# Вулиця Ісмаїла Гаспринського (Київ)
Ву́лиця Ісмаї́ла Га́спринського — вулиця в Дарницькому районі міста Києва, місцевість Нова Дарниця. Пролягає від Сімферопольської вулиці до Бориспільської вулиці.
Прилучаються вулиці Юрія Пасхаліна, Ялтинська і Севастопольська.

## Історія
Вулиця виникла не пізніше 1909 року під назвою Пантелеймонівська; у першій чверті XX століття отримала назву вулиця Фрунзе, на честь радянського військового діяча Михайла Фрунзе. У 1941–1943 роках — вулиця Глібова, на честь українського письменника Леоніда Глібова. 1955 року отримала назву Сормовська вулиця, на честь Сормова — історичного району Нижнього Новгорода в Росії.
Сучасна назва на честь кримськотатарського діяча Ісмаїла Гаспринського — з вересня 2022 року.